# 2 Centauri
2 Centauri (g Centauri) é uma estrela na constelação de Centaurus. Com uma magnitude aparente visual de 4,19, é visível a olho nu em locais sem poluição luminosa excessiva. Medições de paralaxe indicam que está localizada a uma distância de 183 anos-luz (56,10 parsecs) da Terra.
2 Centauri é uma gigante vermelha com um tipo espectral de M4.5III, indicando que é uma estrela evoluída que já abandonou a sequência principal. Com uma massa de 1 a 1,25 vezes a massa solar, a estrela expandiu-se para um raio de 82,4 vezes o solar. Está emitindo 824 vezes a luminosidade solar de sua atmosfera a uma temperatura efetiva de 3 500 K. Não possui estrelas companheiras conhecidas.
Como é comum entre gigantes vermelhas, 2 Centauri é uma estrela variável, sendo classificada como uma variável semirregular do tipo SRB, o que indica que possui períodos mal definidos alternados a intervalos de variabilidade irregular. A magnitude aparente de 2 Centauri varia entre 4,16 e 4,26 ao longo de um período médio de 12 dias. Um estudo recente identificou um período de 26,5 dias com amplitude de 0,039 magnitudes.